# Henryk Cioch

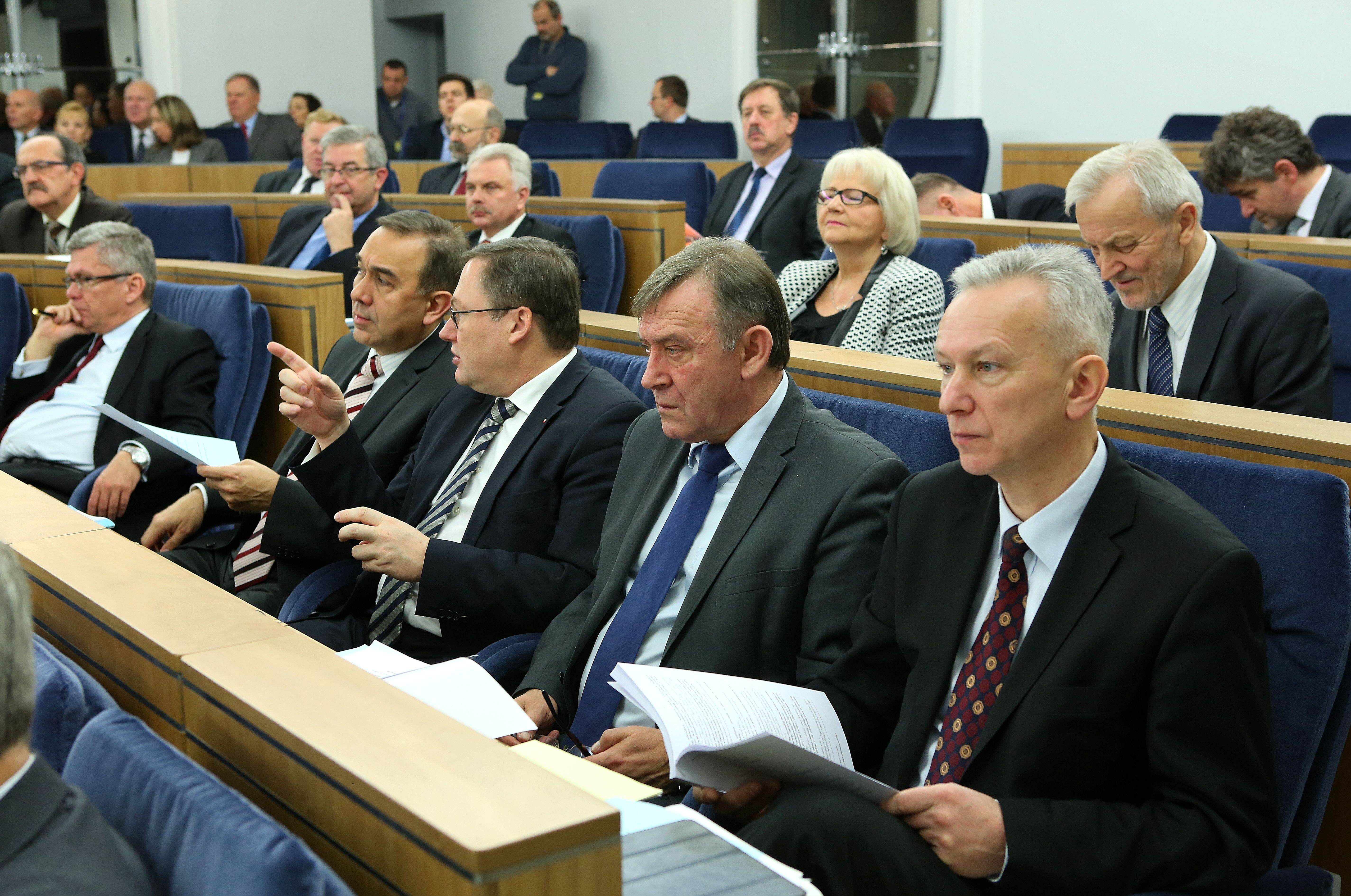
Henryk Cioch (drugi z prawej) podczas 44. posiedzenia Senatu (2013)

Henryk Cioch (ur. 30 lipca 1951 w Lubaczowie, zm. 20 grudnia 2017 w Warszawie) – polski prawnik, nauczyciel akademicki, adwokat, profesor nauk prawnych, profesor zwyczajny Katolickiego Uniwersytetu Lubelskiego Jana Pawła II, senator VIII kadencji. Wybrany w 2015 przez Sejm VIII kadencji na sędziego Trybunału Konstytucyjnego na miejsce obsadzone przez Sejm VII kadencji, co stało się początkiem kryzysu wokół Trybunału Konstytucyjnego.

## Życiorys
Syn Stanisława i Anny. W 1969 został absolwentem Liceum Ogólnokształcącego w Lubaczowie. W 1973 ukończył z wyróżnieniem studia prawnicze na Wydziale Prawa i Administracji Uniwersytetu Marii Curie-Skłodowskiej w Lublinie. Następnie rozpoczął pracę w Instytucie Prawa Cywilnego UMCS na stanowisku asystenta – stażysty. W 1982 obronił pracę doktorską pt. Przekształcenie spółdzielczego prawa do lokalu, napisaną pod kierunkiem profesora Jerzego Ignatowicza.
Był członkiem Polskiej Zjednoczonej Partii Robotniczej, nie pełniąc funkcji w jej strukturach. Uzyskał status pokrzywdzonego nadany przez Instytut Pamięci Narodowej.
W latach 1984–1985 dzięki fundacji Heinrich Hertz Stiftung przebywał na rocznym stypendium na Uniwersytecie w Bonn. W 1996 na Wydziale Prawa i Administracji Uniwersytetu Gdańskiego uzyskał stopień doktora habilitowanego w oparciu dorobek naukowy i rozprawę pt. Fundacje w ujęciu prawa polskiego na tle prawno-porównawczym). W 2002 uzyskał tytuł naukowy profesora nauk prawnych. Specjalizował się w prawie rzeczowym, prawie fundacyjnym oraz prawie spółdzielczym.
Pełnił funkcje prodziekana Wydziału Prawa, Prawa Kanonicznego i Administracji Katolickiego Uniwersytetu Lubelskiego Jana Pawła II i kierownika I Katedry Prawa Cywilnego na tym Wydziale. Był członkiem Towarzystwa Naukowego KUL. Był także wykładowcą Wyższej Szkoły Handlowej w Radomiu i Wyższej Szkoły Finansów i Bankowości w Radomiu, gdzie pełnił także funkcję rektora. W 2001 nagrodzony przez rektora KUL oraz ministra edukacji narodowej.
Był nauczycielem akademickim Wydziału Zamiejscowego Nauk Prawnych i Ekonomicznych Katolickiego Uniwersytetu Lubelskiego w Tomaszowie Lubelskim. Pod jego kierunkiem stopień naukowy doktora otrzymał w 2001 Piotr Pogonowski, a w 2002 Piotr Zakrzewski. Był też członkiem rady naukowej kwartalnika „Prawo i Więź”.
Prowadził również praktykę adwokacką. W grudniu 2008 został przewodniczącym rady naukowej Instytutu Stefczyka w Sopocie. W 2010 prezydent RP Lech Kaczyński powołał go na członka Narodowej Rady Rozwoju.
W wyborach w 2011 był bezpartyjnym kandydatem Prawa i Sprawiedliwości do Senatu. Uzyskał mandat w izbie wyższej parlamentu, otrzymując w okręgu jednomandatowym 52 961 głosów. Został członkiem m.in. Komisji Budżetu i Finansów Publicznych, a także delegatem Senatu do Zgromadzenia Parlamentarnego Rady Europy. W 2015 bez powodzenia ubiegał się o senacką reelekcję.
1 grudnia 2015 sejmowa Komisja Sprawiedliwości i Praw Człowieka pozytywnie zaopiniowała jego kandydaturę – wysuniętą przez Prawo i Sprawiedliwość – na sędziego Trybunału Konstytucyjnego. Następnego dnia Sejm głównie głosami posłów PiS wybrał go na sędziego TK, nie określając w uchwale początku jego kadencji. 3 grudnia 2015 prezydent Andrzej Duda odebrał od niego przyrzeczenie. Henryk Cioch został wybrany, chociaż Sejm na to samo stanowisko wybrał wcześniej Romana Hausera. Również 3 grudnia 2015 Trybunał Konstytucyjny orzekł, iż podstawa prawna wyboru Romana Hausera była konstytucyjna, co obligowało prezydenta do odebrania od niego ślubowania.
Do orzekania w TK Henryk Cioch został dopuszczony dopiero 20 grudnia 2016 przez p.o. prezesa TK Julię Przyłębską (poprzedni prezes Andrzej Rzepliński odmawiał jego dopuszczenia, powołując się na wyrok TK z 3 grudnia 2015).
Henryk Cioch zmarł 20 grudnia 2017 w swoim mieszkaniu w Warszawie.  W publicznej wypowiedzi Julia Przyłębska jego śmierć powiązała z obciążeniem psychicznym związanym z „obrzydliwą nagonką medialną” i nazywaniem niektórych sędziów, w tym Henryka Ciocha, „sędziami dublerami”. Prokurator prowadził w następstwie tego śledztwo w sprawie nieumyślnego spowodowania jego śmierci, które zostało jednak umorzone. Ustalono, że przyczyną śmierci była niewydolność krążeniowo-oddechowa, która wynikała z choroby, a Henryk Cioch kilka miesięcy przed śmiercią przeszedł udar.
Prezydent RP Andrzej Duda odznaczył go pośmiertnie w 2017 Krzyżem Kawalerskim Orderu Odrodzenia Polski.
28 grudnia 2017 został pochowany na cmentarzu przy ul. Lipowej w Lublinie.

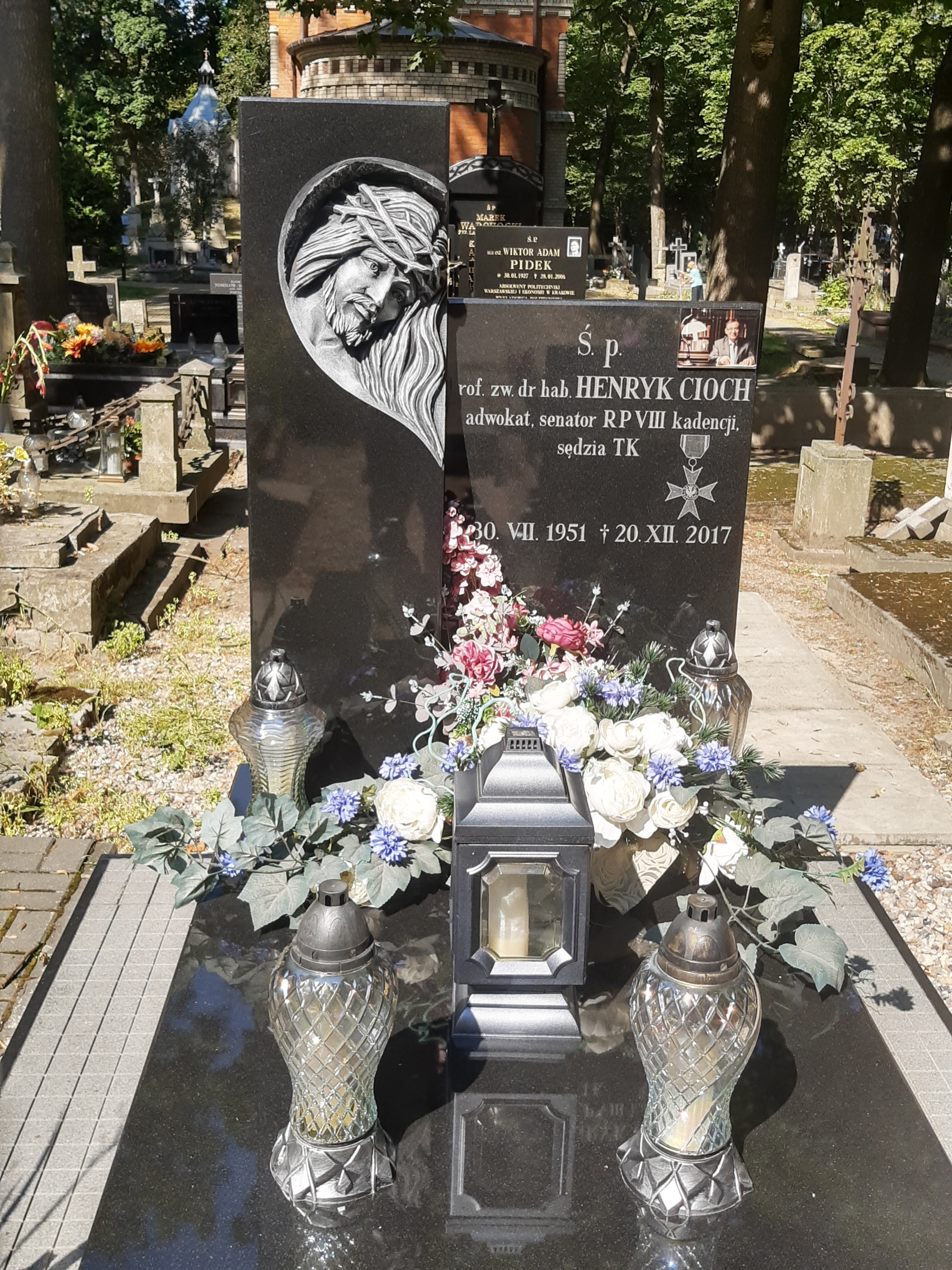
Grób prof. Henryka Ciocha na cmentarzu przy Lipowej

## Wybrane publikacje
- Vademecum naczelnika gminy w sprawach ubezpieczenia społecznego rolników indywidualnych i członków ich rodzin, Towarzystwo Naukowe Organizacji i Kierownictwa, Lublin 1984.
- Stosunki członkowsko-mieszkaniowe w spółdzielczości mieszkaniowej na przykładzie nie publikowanego orzecznictwa sądów za lata 1983–1984, Wydawnictwo Spółdzielcze, Warszawa 1989.
- Fundacje w ujęciu prawa polskiego na tle prawnoporównawczym, Wyd. UMCS, Lublin 1995.
- Fundacje w ujęciu prawa polskiego, AWH Antoni Dudek, Lublin 2000.
- Prawo fundacyjne, Wyd. Difin, Warszawa 2002.
- Przekształcenie wieczystego użytkowania w prawo własności. Komentarz (współautor z Hanną Witczak), Wyd. Difin, Warszawa 2002.
- Prawo spółdzielcze w świetle prezydenckiego projektu ustawy (wprowadzenie), Wyd. Zakamycze, Kraków 2005.
- Prawo spółdzielcze, Wyd. Wolters Kluwer, Warszawa 2011.